# Einar Troili
Einar Uno P:son Troili, född 1 maj 1880 i Västervik, död 7 oktober 1969 i Stockholm, var en svensk företagare.
Einar Troili var son till majoren och bruksdisponenten Peter Petersson och Sofia Margareta Troili. Han kom att växa upp vid Surahammars bruk, där fadern hade sin verksamhet. Efter mogenhetsexamen i Stockholm 1898 genomgick han 1899–1903 Tekniska högskolan, där han 1902 utexaminerades från avdelningen för maskinteknik som civilingenjör och 1903 från Bergshögskolan som bergsingenjör. Han var sedan biträdande ingenjör vid Surahammars bruk 1904–1905, vistades därpå några år i Tyskland och USA. Efter hemkomsten var han ingenjör vid Surahammar 1907–1911 men överflyttades sedan till Björneborgs Jernverks AB, där han 1911–1914 var överingenjör och VD. Under åren 1914–1922 var han disponent och VD vid Kohlswa Jernverks AB, men övergick sedan till Uddeholmsbolaget, där han var vice VD 1922–1928 samt disponent och VD 1928–1942. Under Einar Troilis ledning undergick företaget en betydande utveckling i såväl tekniskt som organisatoriskt och finansiellt avseende. Stora kraftverksbyggen genomfördes, det högmoderna pappersbruket vid Skoghall startades 1930 och Degerfors järnverk förvärvades 1939. Troili var VD för Nordmarks-Klarälvens järnvägsaktiebolag från 1928 och innehade samma befattning i Blombacka AB, dessutom ordförande i styrelsen för Tuolluvaara Gruv AB, Persbergs gruve-ab, Gruveaktiebolaget Långban och Klarälvens flottningsförening, styrelsemedlem i Degerfors järnverksaktiebolag, ordförande i Värmländska Bergsmannaföreningen och styrelseledamot i Svenska brukssocieteten, Värmländska ingenjörsföreningen och Handelskammaren i Karlstad. Troili var fullmäktig i Jernkontoret 1928–1948 och medlem av dess tekniska råd. 1943 erhöll han Jernkontorets stora medalj i guld. Från 1940 var han vice ordförande i Pappersmasseförbundet och Järnbruksförbundet, medlem av styrelsen för Sågverksförbundet, Svenska cellulosaföreningen och AB Järnbruksförnödenheter. Han var dessutom 1938–1946 ordförande i styrelsen och inspektor för Bergsskolan i Filipstad. Troili är begravd på Norra Råda kyrkogård.